# Arianops jeanneli
Arianops jeanneli är en skalbaggsart som beskrevs av Park 1956. Arianops jeanneli ingår i släktet Arianops och familjen kortvingar. Inga underarter finns listade i Catalogue of Life.